# Chiesa di San Domenico (Arezzo)
La chiesa di San Domenico si trova nella piazza omonima, ad Arezzo; È stata dichiarata basilica minore nell'aprile del 1960 da papa Giovanni XXIII.

## Storia e descrizione

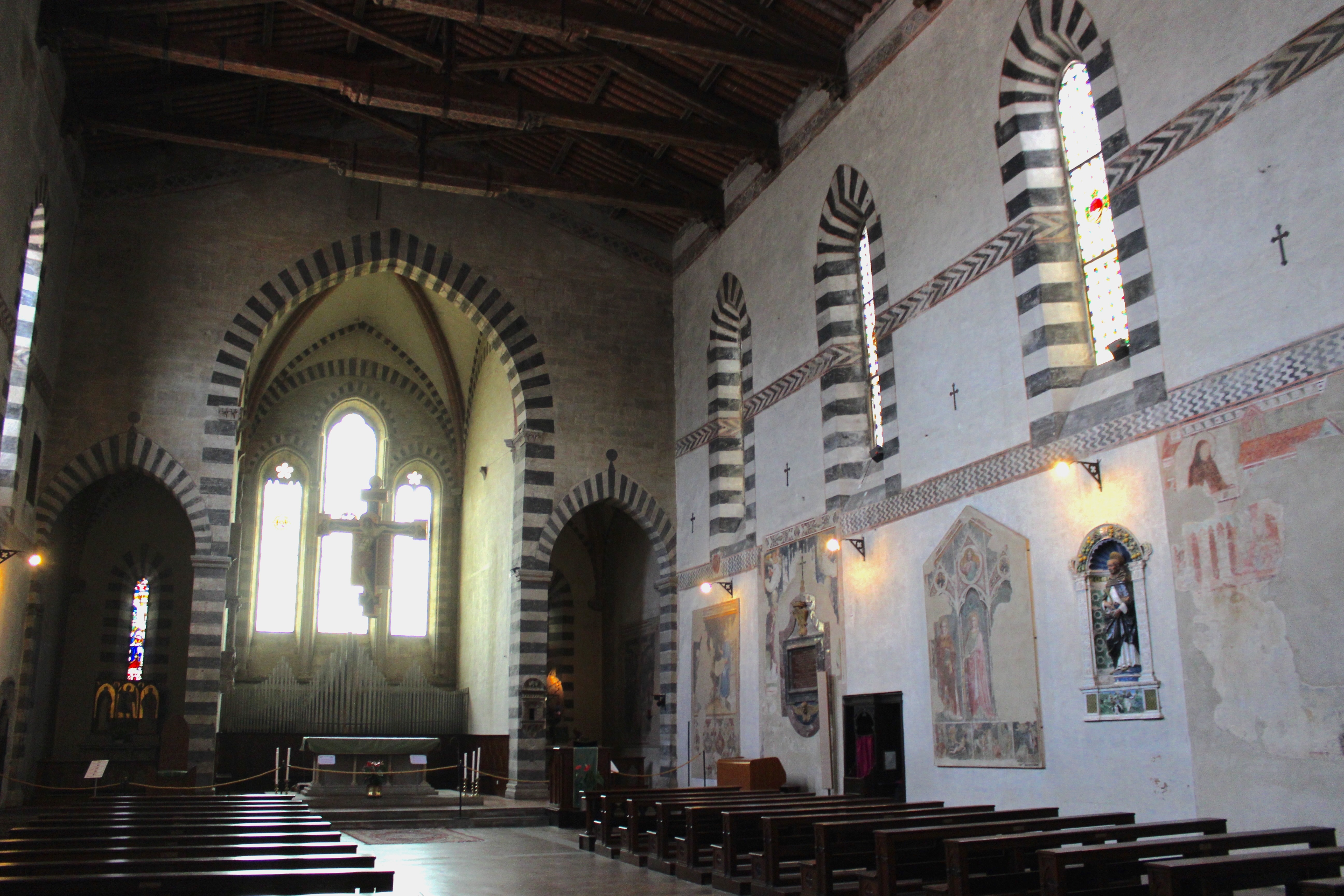
Uno scorcio dell'interno

La chiesa, uno dei più importanti edifici sacri di Arezzo, fu iniziata nel 1275 e finita nel XIV secolo. Alla sua costruzione concorsero i contributi finanziari delle famiglie Ubertini e Tarlati. Nel gennaio 1276 la chiesa, solo parzialmente completata, ospitò quello che per la Chiesa di Roma fu il primo conclave della storia.
Importanti modifiche all'interno dell'edificio furono apportate nella seconda parte del XVI secolo, in particolare, vennero aggiunti nuovi altari e furono imbiancate le pareti affrescate. 
A seguito del tentativo di riforma degli ordini religiosi posto in essere nel Granducato di Toscana nel 1782, la chiesa fu abbandonata fino all'inizio del XX secolo. 
In quel periodo cominciarono i lavori di restauro sull'edificio, che comportarono anche la rimozione degli altari aggiunti nel Cinquecento e Seicento e il recupero degli affreschi del Duecento e Trecento, interventi che si conclusero nel 1924. La costruzione del protiro all'ingresso fu realizzata nel 1936 su progetto di Giuseppe Castellucci, allo scopo di proteggere gli affreschi della lunetta posta sopra il portone.
La facciata gotica in pietra forte, asimmetrica, comprende anche il campanile a vela dotato di due campane impostato sulla parte destra di essa. Il protiro moderno protegge la lunetta posta sopra il portone di ingresso nella quale si trova un affresco del 1480 circa di Angelo di Lorentino rappresentante la Madonna col bambino tra San Domenico e San Donato. 
L'interno con tetto a capriate ha una sola navata, che prende luce da 6 finestre monofore per lato, la cui distanza reciproca diminuisce via via che ci si avvicina all'abside, conferendo così un maggior senso di profondità all'aula. Sulle pareti della navata la decorazione pittorica interna, prevalentemente trecentesca, è a tutt'oggi bene documentata.
In controfacciata sono affreschi di Spinello Aretino e del figlio Parri di Spinello. Del padre, nella parete sinistra, è l'affresco con i Santi Filippo e Giacomo Minore e storie della loro vita e di Santa Caterina, opera della sua maturità, da collocarsi tra 1395 e 1400 circa. Alla parete destra è l'opera del figlio, la Crocifissione tra la Vergine, San Nicola, San Giovanni e San Domenico, databile a non molti anni dopo (1400-1405 circa).
Sulla parete destra della navata si susseguono diversi affreschi, il primo dei quali è un'altra opera di Parri raffigurante una Santa Caterina d'Alessandria, alla quale ne seguono altri in cattive condizioni: un'Adorazione dei Magi trecentesca e un San Francesco e Sant'Antonio quattrocentesco.
La cappella Dragondelli, composta da un'edicola gotica con doppio arco acuto, e da un altare in pietra nera scolpito da Giovanni di Francesco da Firenze, del 1368, è l'unica rimasta in chiesa di questo tipo di cappella-altare tipicamente aretina. All'interno, sulla parete, è ornata da un affresco rappresentante Gesù adolescente che dialoga con i dottori del Tempio, del senese Luca di Tommè. 
Sulla stessa parete, in una nicchia, è una terracotta invetriata di Giovanni e Girolamo della Robbia, realizzata fra il 1515 e il 1520 e rappresentante San Pietro da Verona. Segue ad esso un altro affresco di Spinello Aretino, un finto trittico del 1409 con Santa Caterina affiancata da San Lorenzo e da un altro santo scomparso. Al di sopra, in tre tondi, il Redentore al centro, San Domenico a sinistra e San Domenico a destra. Nella finta predella sono i martiri dei santi presenti negli scomparti centrali.
Il fondo della chiesa si articola in tre cappelle: in quella di destra si può ammirare l'Annunciazione ad affresco ancora di Spinello Aretino, del 1386 circa, e una Madonna col Bambino in pietra, opera anonima di ambito aretino, facente parte in passato della serie di sculture che dal 1339 decoravano le dieci porte delle mura della città, qui ricoverata per sottrarla al degrado provocato dall'esposizione alle intemperie. 
Davanti alla cappella maggiore  è appeso il Crocifisso dipinto da Cimabue in una fase giovanile del suo percorso artistico, considerato uno dei capolavori della pittura del Duecento, databile alla fine degli anni sessanta.

Sotto il Crocifisso è l'altare maggiore gotico costituito da una mensa sorretta da colonnine di marmo.

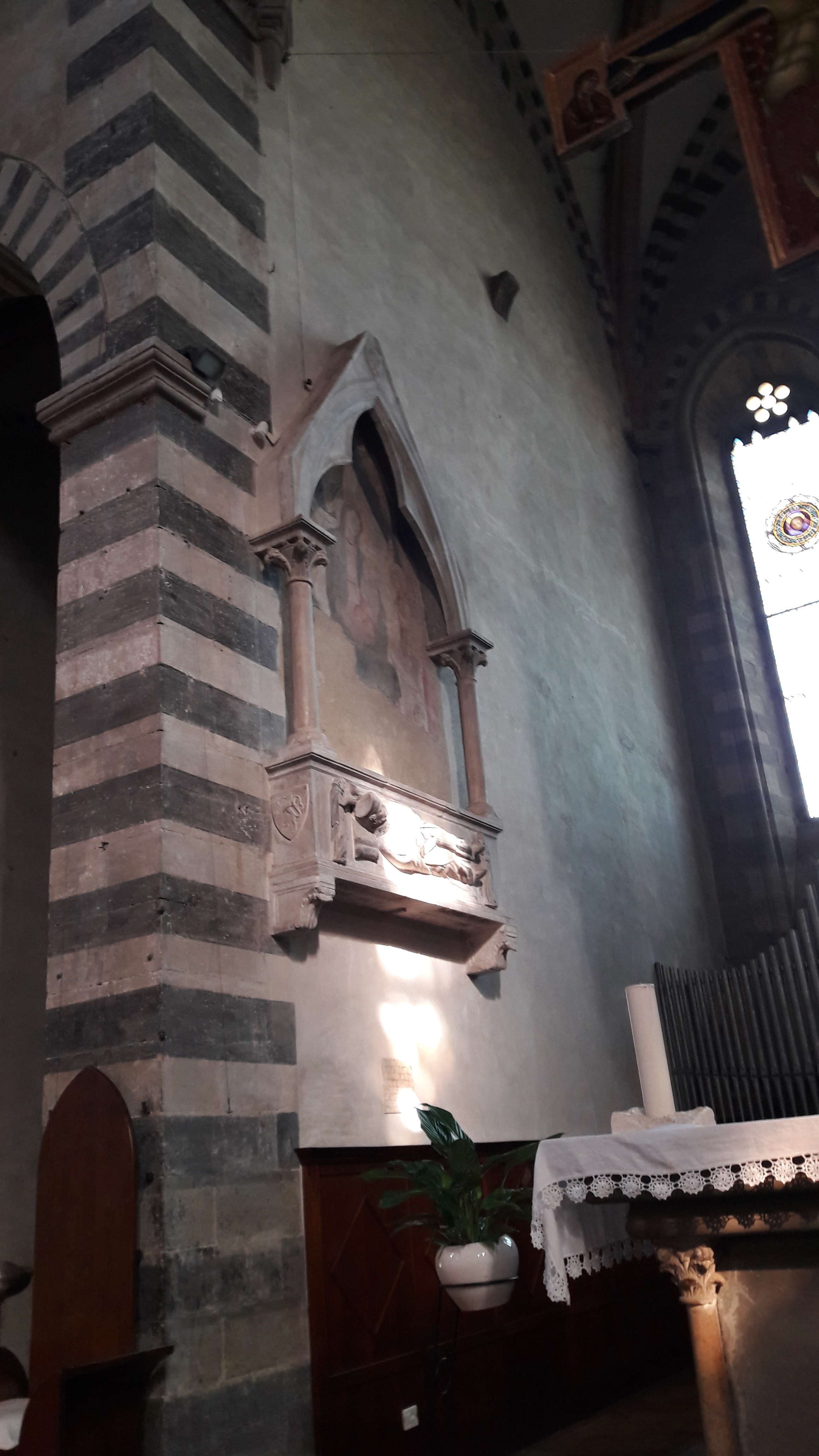
Monumento funebre Ubertini

Alla parete sinistra del presbiterio è stato ricollocato nella sua posizione originaria, a seguito dei restauri realizzati dalla Soprintendenza di Arezzo, il Monumento funebre di Ranieri degli Ubertini, vescovo di Volterra dal 1273, attribuibile a Gano di Fazio. Il sepolcro, che ha subìto nel corso dei secoli la perdita dei gattoni rampanti del fastigio e delle statue che verosimilmente coronavano i piedritti dell’arcata, è oggi composto dal baldacchino, consistente in un arco ogivale trilobato con lo stemma della famiglia del vescovo sorretto da due colonnine, e dalla cassa. All'interno del baldacchino è un affresco con la Vergine col Bambino in trono tra angeli, nella porzione inferiore completamente perduta. Il gisant non è posto sulla cassa come in molti altri casi, bensì scolpito nella parte frontale, tra due figure di domenicani dalle masse nitide e compatte che compiangono il defunto. Rispetto ai frati, la figura del giacente presenta semplificazioni formali che anche in seguito caratterizzeranno la maniera di Gano. L’esecuzione del monumento è cronologicamente incerta; il decesso del vescovo è da situare attorno al 1300-1310. Il monumento costituisce la sua prima opera conosciuta e il più antico esempio conservato di tomba pensile ad Arezzo.
Nella cappella absidale sinistra, all'altare, è il trittico di Giovanni d'Agnolo che rappresenta l'Arcangelo Michele tra San Domenico e San Paolo.
Sulla parete sinistra sono altri affreschi frammentari anch'essi prevalentemente tre-quattrocenteschi. Un'eccezione è il secentesco fregio con angioletti, opera secentesca di un pittore di cultura cortonesca, forse l'aretino Salvi Castellucci. Accanto, altri affreschi danneggiati con la Crocifissione, l'Annunciazione e la Madonna col Bambino, attribuiti a Giovanni d'Agnolo Balduccio. Segue uno Sposalizio mistico di Santa Caterina, affresco trecentesco di autore ignoto e poi il Monumento funebre di Anton Filippo de' Giudici, del secolo XVIII, opera di uno scultore non identificato.
Nella chiesa fu sepolto il pittore rinascimentale Niccolò Soggi, citato dal Vasari ne Le vite de' più eccellenti pittori, scultori e architettori.

## Galleria d'immagini

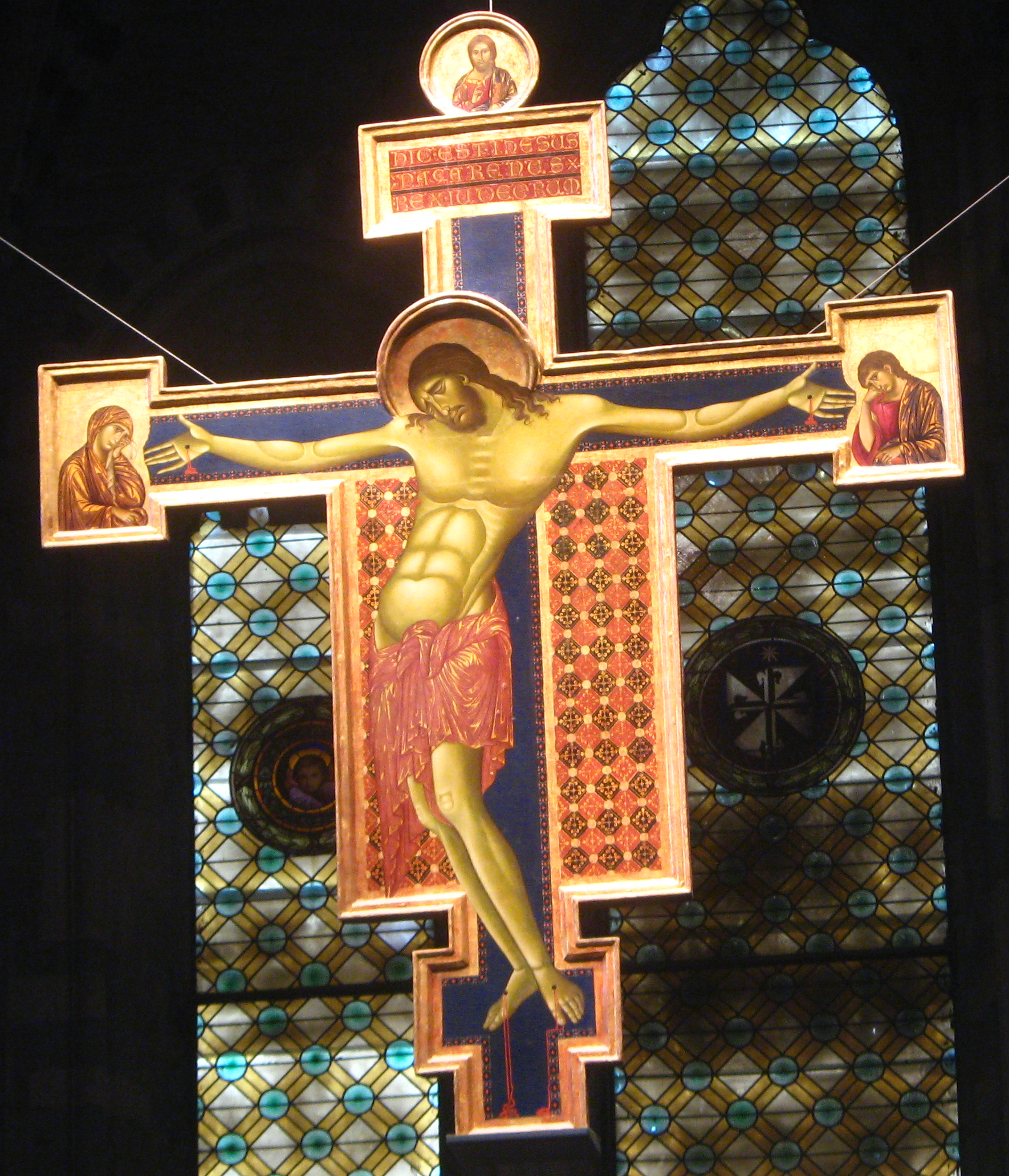
Cimabue, Crocifisso con vetrata (dopo il restauro), 1268 - 1271
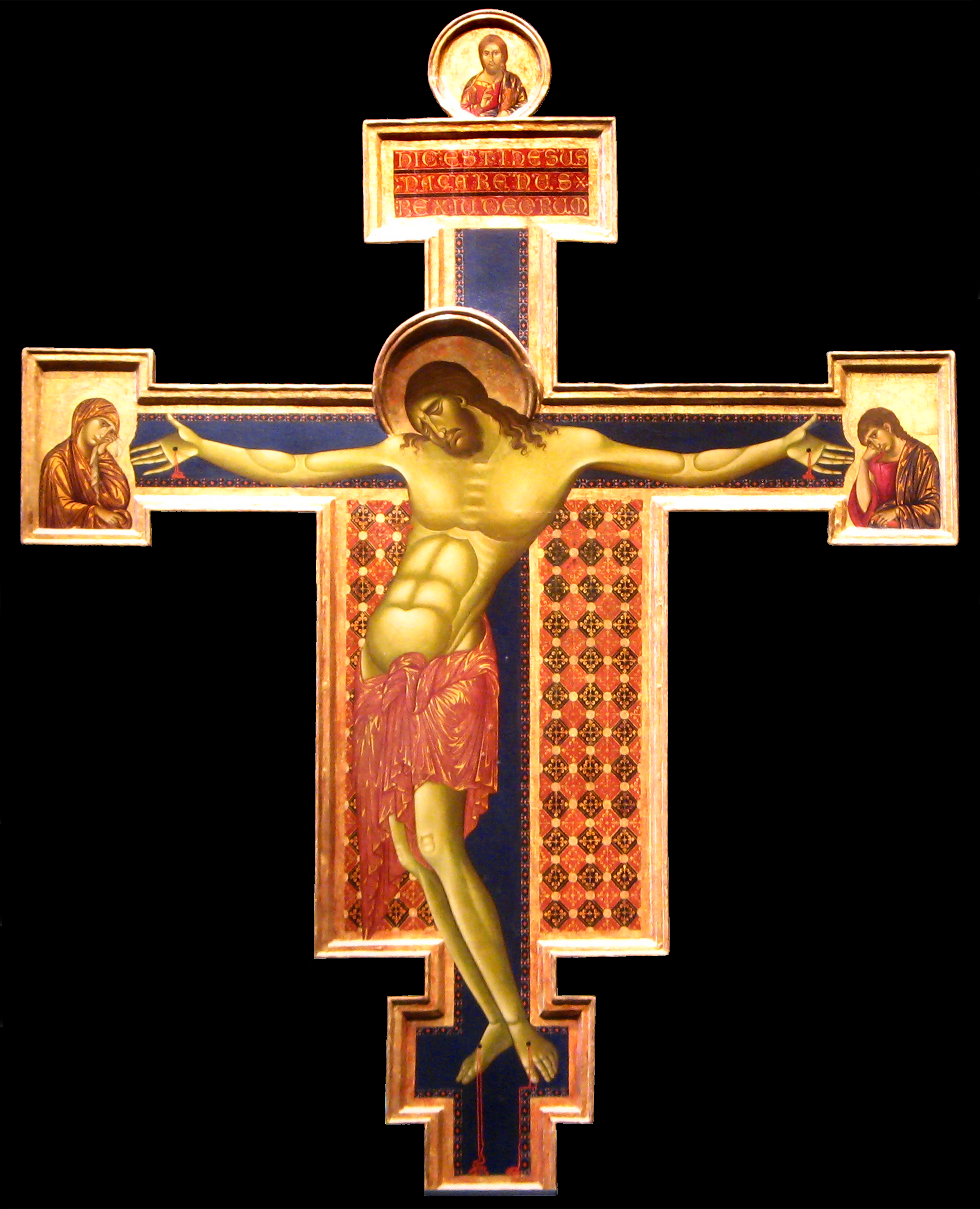
Cimabue, Crocifisso (dopo il restauro), 1268 - 1271
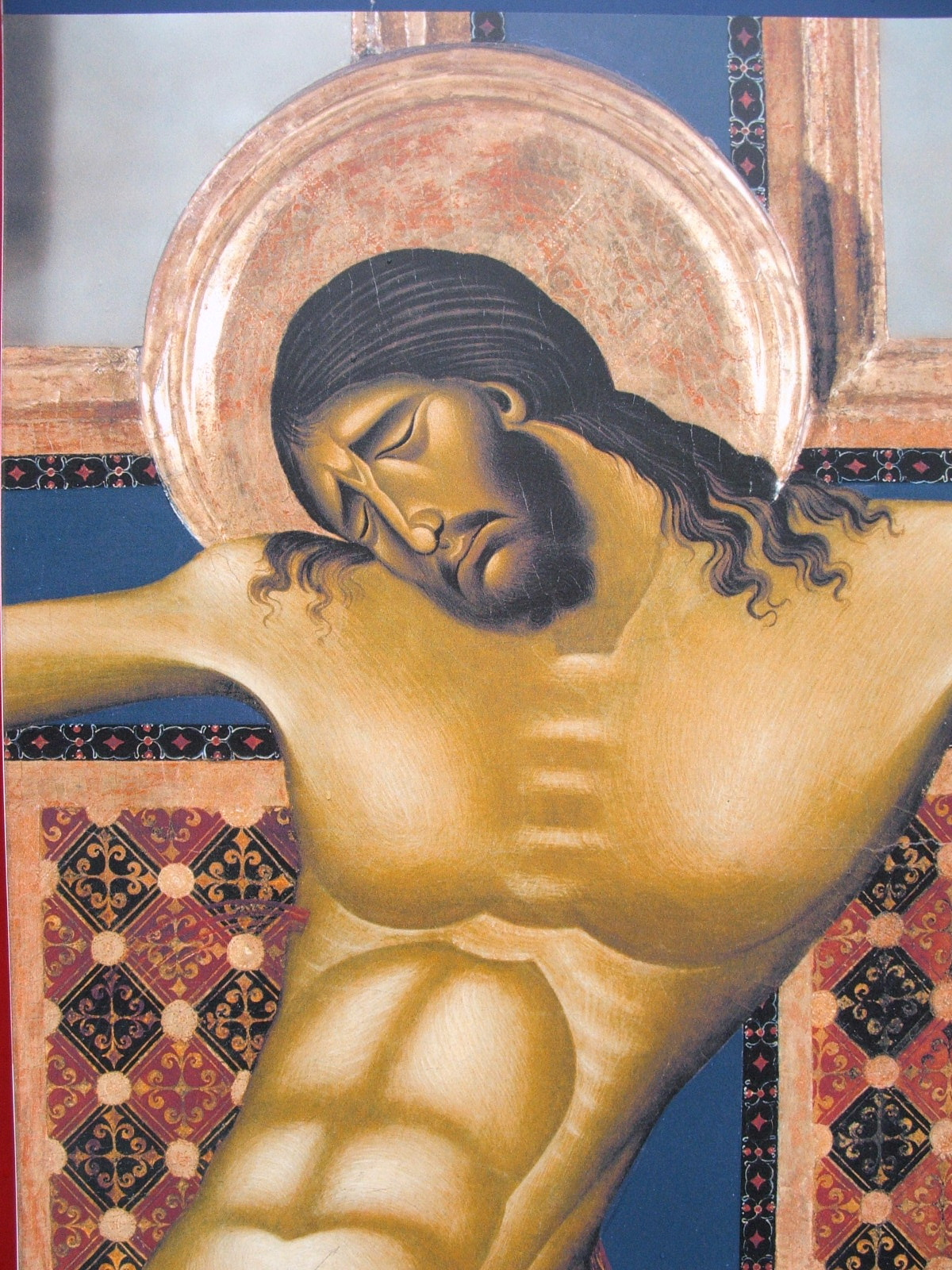
Cimabue, Crocifisso, particolare
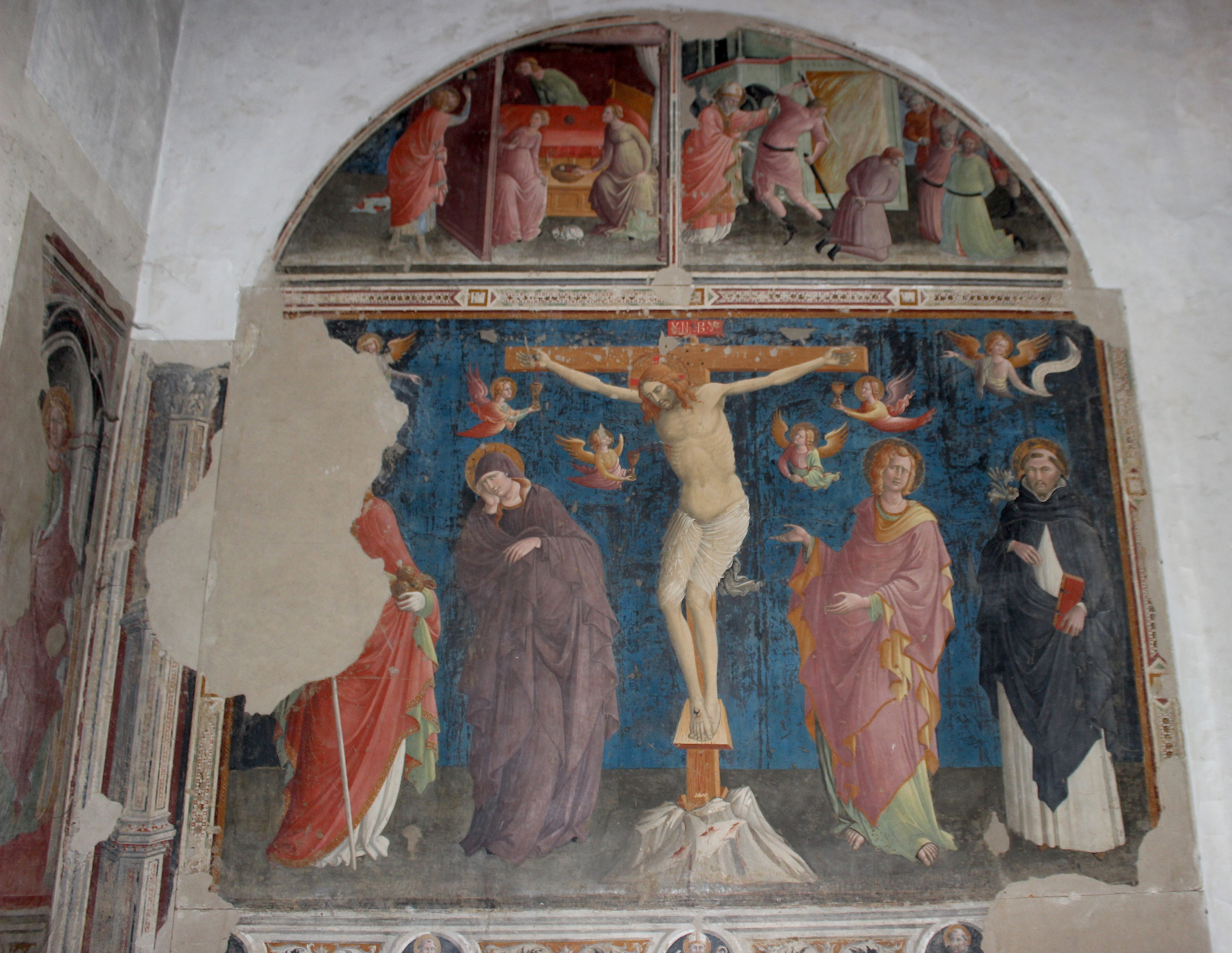
Parri di Spinello, Crocifissione
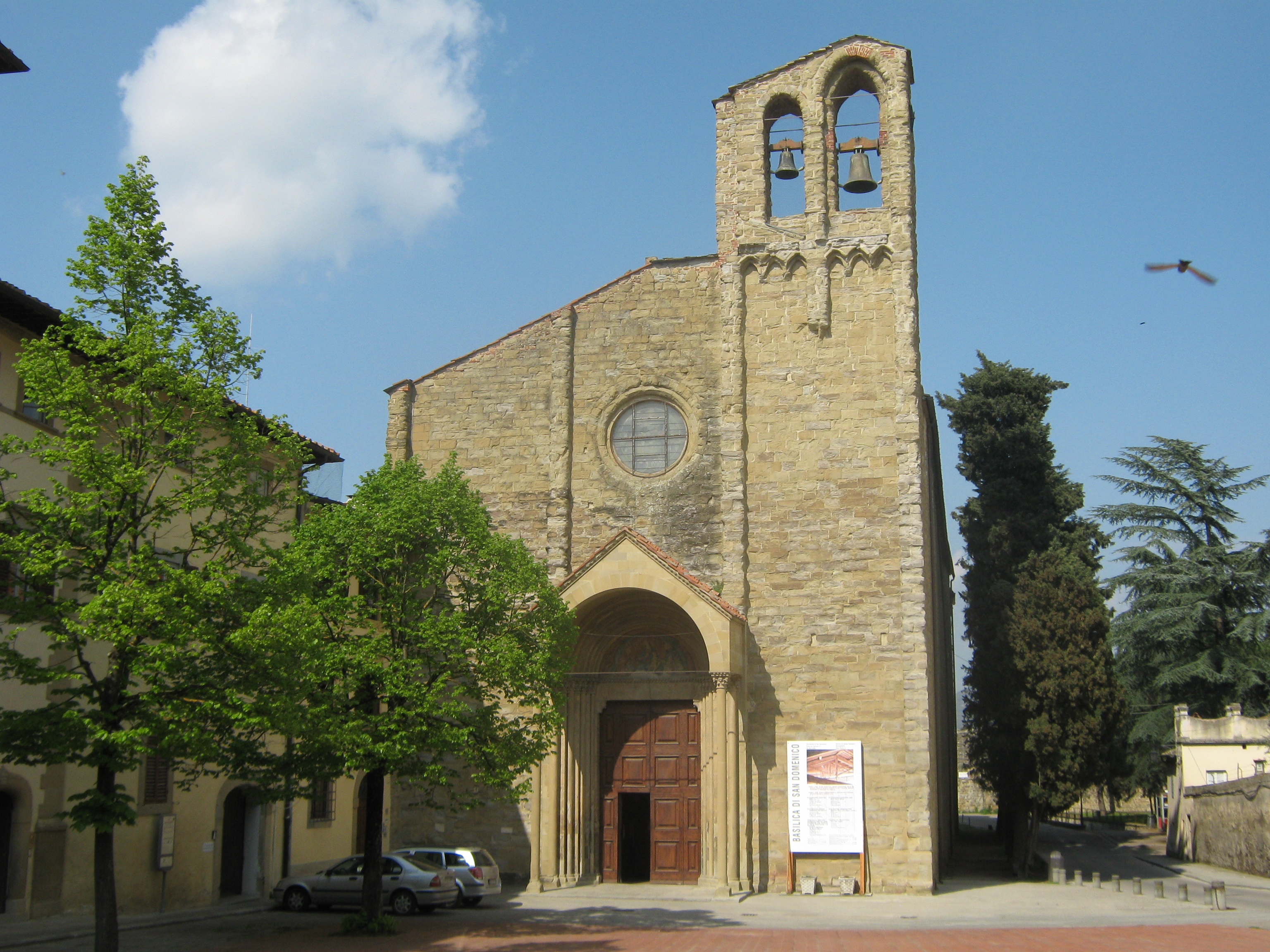
Veduta dell'esterno